# Nereider

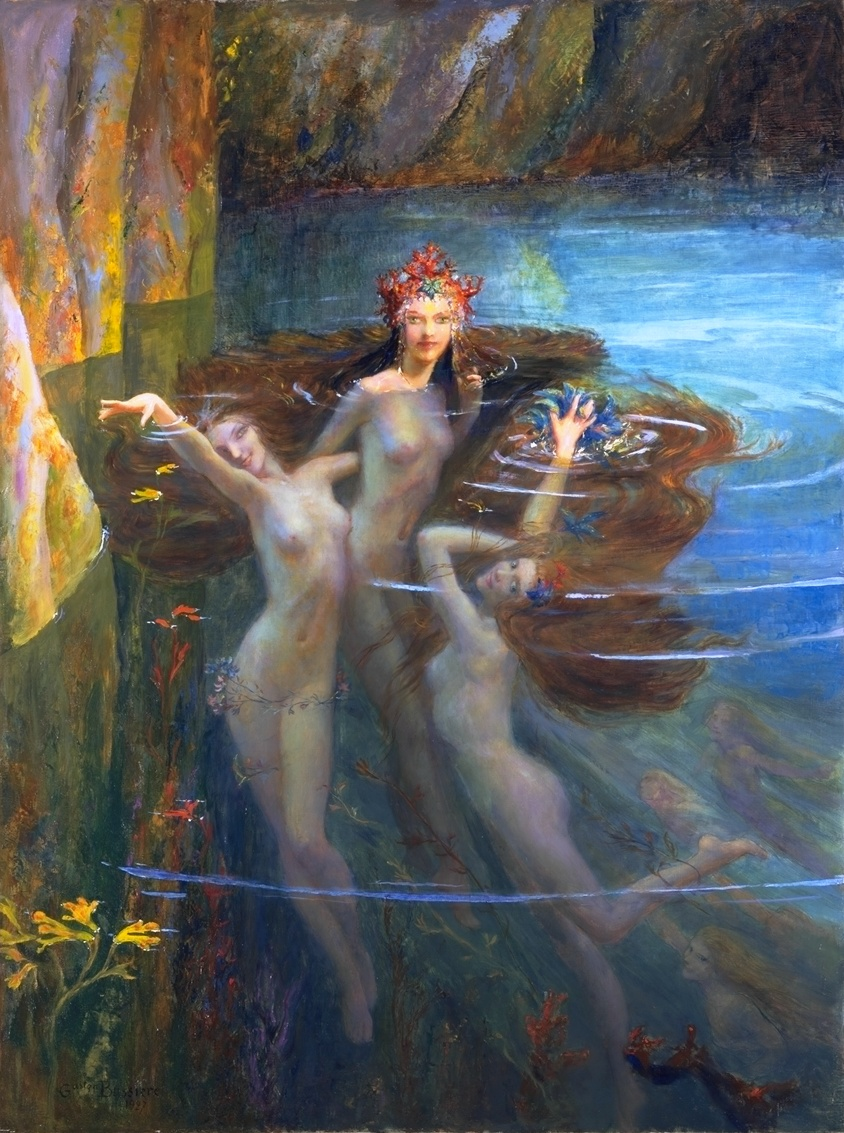
Nereiderna, målning av Gaston Bussière (1927).

Nereiderna var en grupp havsnymfer i den grekiska mytologin som fick sitt namn från sin gemensamma fader Nereus. Till antalet var de 50 eller 100. Deras moder var oceanen Doris. Nereiderna förknippades särskilt med Medelhavet.
Nereidernas namn liksom deras antal kan variera. Vanligen uppges de vara femtio men till exempel nedan namnges femtioen nereider. Var och en av nereiderna var associerad med någon av havets olika aspekter. Tillsammans utgjorde de havsguden Poseidons hov och var alltid hjälpsamma mot sjömän som hamnat i nöd. I den hellenistiska konsten framträder de som vågor som återspeglar havets rytm och skönhet. Glauce och Galene var ansvariga för havets skimrade vid lugnt vatten. Halie och Thoe ansvarade för vågornas fantasirika spel. Nisaea (Nesaie) och Actaea (Aktaie) kontrollerade de våldsamma bränningarna vid östränder. Ferusa (Pherusa) och Dynamene skötte svallandet och brusandet av de stora vågorna. Pasithea, Erato och Eunice (Euneike) tog hand om de fascinerande tidsvågorna.
Nereiderna var inte nödvändigtvis fridfulla och passiva varelser. Precis som de olympiska gudinnorna så kunde de vara hämndlystna när de blev förargade. Ett exempel på deras hämnd var när Kassiopeia, drottning av Aethiopien, skröt med att hennes dotter Andromedas skönhet överglänste nereidernas. Nereiderna krävde då vedergällning, varför Andromeda skulle offras till ett sjömonster. Hon blev dock räddad av hjälten Perseus, som hon senare gifte sig med.

## Lista över nereider
- Amfitrite (Poseidons hustru), Agaue, Actaea, Autonoe, Alimede
- Cymothoe, Cymodoce, Cymatolege, Cymo
- Doris (samma namn som sin mor), Doto, Dynamene
- Eucrante, Eudora, Erato, Eunice, Euagore, Eupompe, Eione, Euarne, Eulimene
- Galene, Glauce, Galatea, Glauconome
- Halie, Hippothoe, Hipponoe
- Leagore, Lysianassa, Laomedea
- Melite, Menippe
- Nisaea, Neso, Nemertes
- Pasithea, Proto, Pherusa, Protomedes, Panopea, Ploto, Panopea, Pontoporea, Polynoe, Psamathe, Pronoe
- Sao, Spio
- Thoe, Thetis (hustru till Peleus och mor till Akilles), Themisto